# جمال هونال
جمال هونال (ترکی استانبولی: Cemal Hünal؛ زادهٔ ۲ اکتبر ۱۹۷۶) هنرپیشه اهل ترکیه است.
از فیلم‌ها یا برنامه‌های تلویزیونی که وی در آن نقش داشته‌است می‌توان به تنها، پیام‌رسان اشاره کرد.